# Nennform
Unter Nennform (auch: Grundform, Zitierform) versteht man in der Sprachwissenschaft (Linguistik) diejenige Form eines flektierbaren Wortes, die benutzt wird, um ein Wort zu nennen oder im Wörterbuch nachzuschlagen. Diese Form zeigt also das Lemma im lexikografischen Sinn. In verschiedenen Sprachen können unterschiedliche Wortformen als Nennform dienen. Für das deutsche Verb wird der Infinitiv als Nennform benutzt, die Bezeichnungen Infinitiv und Nennform bedeuten aber nicht dasselbe.

## Nennformen im Deutschen
- Substantiv: die Nennform des Substantivs ist im Deutschen die endungslose Form des Nominativ Singular, z. B. „Haus“.
- Adjektiv: das Adjektiv wird in der endungslosen Form genannt; es handelt sich dabei um die Form, die das Wort hat, wenn es als adverbiale Bestimmung oder Prädikatsnomen verwendet wird, z. B. „kurz“ in „Er läuft nur kurz“ (adverbiale Bestimmung) oder in „Die Zeit ist zu kurz“ (Prädikatsnomen).
- Nominalgruppen: bei einer Verbindung von Substantiv und Adjektivattribut wird im Deutschen die artikellose unbestimmte Form gewählt, z. B. „Großer Wagen“.
- Verb: die Nennform der Verben ist im Deutschen der Infinitiv, z. B. „lieben“.

## Zum Vergleich: Nennformen im Lateinischen
- Substantiv: die Nennform des Substantivs im Lateinischen ist der Nominativ Singular, der anders als im Deutschen eine Flexionsendung hat: z. B. domus (das Haus). Dabei ist „-us“ die Endung.
- Adjektiv: die Nennform des Adjektivs ist der Nominativ Singular Maskulinum, der eine Endung aufweist: brevis (kurz) mit der Endung „-is“.
- Verb: die Nennform ist die 1. Person Singular Indikativ Präsens: z. B. amo (ich liebe) mit der Endung „-o“ zum Verb amare (lieben). Dies gilt nicht für das deutschsprachige Wiktionary.[1]